# Ferenc Kiss
Pour l'acteur, voir Ferenc Kiss (acteur).
Pour les articles homonymes, voir Kiss.
Ferenc Kiss, né le 5 janvier 1942 à Nick et mort le 8 septembre 2015, est un lutteur hongrois spécialiste de la lutte gréco-romaine. Il participe aux Jeux olympiques d'été de 1964, aux Jeux olympiques d'été de 1968 et aux Jeux olympiques d'été de 1972. En 1972, il remporte la médaille de bronze en combattant dans la catégorie des poids lourds.

## Palmarès

### Jeux olympiques
- Jeux olympiques de 1972 à Munich,  Allemagne de l'Ouest
  -  Médaille de bronze en moins de 100 kg.

### Championnats du monde
- Championnats du monde 1965 à Tampere,  Finlande
  -  Médaille d'argent en moins de 97 kg.
- Championnats du monde 1970 à Edmonton,  Canada
  -  Médaille d'argent en moins de 100 kg.

### Championnats d'Europe
- Championnats d'Europe 1967 à Minsk,  Union soviétique
  -  Médaille d'or en moins de 97 kg.
- Championnats d'Europe 1968 à Västerås,  Suède
  -  Médaille d'or en moins de 97 kg.
- Championnats d'Europe 1970 à Berlin-Est,  Allemagne de l'Est
  -  Médaille d'argent en moins de 100 kg.